# Ernesto García Ladevese
Ernesto García Ladevese (Castro-Urdiales, 1850-Madrid, 1914) fue un poeta, novelista, periodista, abogado y político español.

## Biografía
Nacido en la localidad cántabra de Castro-Urdiales en junio de 1850, estudió la carrera de Derecho y desde muy joven colaboró en prensa. Escribió para publicaciones periódicas como El Siglo Ilustrado, Don Diego de Noche, Las Novedades, El Museo Universal, Gil Blas, El Liberal, El Bazar y otros periódicos madrileños. De ideología republicana, tomó parte en actividades de carácter conspirativo durante la Restauración —fue un fiel seguidor de Manuel Ruiz Zorrilla— y vivió largo tiempo en el exilio, durante el que colaboró en diversas publicaciones francesas.  A comienzos del siglo xx era corresponsal en Madrid de La Nación de Buenos Aires, y de otros periódicos extranjeros, además de colaborador de Blanco y Negro, La Ilustración Española y Americana y El Globo. Falleció en Madrid en 1914, en la noche del 19 al 20 de agosto.
Fue autor de numerosos libros de novela y poesía. Entre sus obras se encontraron títulos como  Memorias de un emigrado (Madrid, 1892), El ídolo (novela, Barcelona, 1897) y Los misterios de Madrid (dos volúmenes, c. 1911).